# Skogså
Skogså är en småort i Bodens kommun, Norrbottens län, belägen i Överluleå socken längs länsväg 356.

## Befolkningsutveckling
| Befolkningsutvecklingen i Skogså 1995–2023 | Befolkningsutvecklingen i Skogså 1995–2023 | Befolkningsutvecklingen i Skogså 1995–2023 | Befolkningsutvecklingen i Skogså 1995–2023 | Befolkningsutvecklingen i Skogså 1995–2023 |
| ------------------------------------------ | ------------------------------------------ | ------------------------------------------ | ------------------------------------------ | ------------------------------------------ |
|                                            |                                            |                                            |                                            |                                            |
| År                                         |                                            |                                            | Folkmängd                                  | Areal (ha)                                 |
| 1995                                       | 1995                                       |                                            | 52                                         | 23#                                        |
| 2000                                       | 2000                                       |                                            | 60                                         | 23#                                        |
| 2005                                       | 2005                                       |                                            | 54                                         | 26#                                        |
| 2010                                       | 2010                                       |                                            | 57                                         | 26#                                        |
| 2015                                       | 2015                                       |                                            | 56                                         | 30#                                        |
| 2020                                       | 2020                                       |                                            | 56                                         | 27#                                        |
| 2023                                       | 2023                                       |                                            | 55                                         | 29                                         |
| Anm.: # Som småort.                        |                                            |                                            |                                            |                                            |